# Tumidifrontia castaneotincta
Tumidifrontia castaneotincta là một loài bướm đêm trong họ Noctuidae.